# Carlo Sigismondo Capece
Pour les articles homonymes, voir Capece.
Carlo Sigismondo Capece ou Capeci (Rome, 1652 - Polistena en Calabre, 1728) est un dramaturge et librettiste italien actif à Rome vers le début du XVIIIe siècle.

## Biographie
Carlo Sigismondo Capece fait ses études en Espagne. À Rome, il exerce un temps la profession d'avocat et est envoyé comme diplomate à la Cour de France. Il est secrétaire de l'ex-reine de Pologne Marie Casimire lorsque cette dernière vient à Rome en 1700, à l'occasion de l'Année sainte.
Capece écrit de nombreuses pièces de théâtre parmi lesquelles une quarantaine de livrets d'opéras. On y trouve en particulier des œuvres qui mises en musique par Alessandro (Telemaco) et Domenico Scarlatti (Tolomeo e Alessandro (en)), ainsi que l'oratorio La Resurrezione de Georg Friedrich Haendel.
Le titre de son dernier livret d'opéra est Telemaco. À partir de 1719, il écrit 18 comédies dont la plus connue est Pulcinella.